# Valeri Kalatxikhin
Valeri Kalatxikhin   (districte de Leningràdskaia, 20 de maig de 1939 - Rostov del Don, 27 de novembre de 2014) fou un jugador de voleibol rus que va competir sota bandera soviètica durant la dècada de 1960.
El 1964 va prendre part en els Jocs Olímpics de Tòquio, on guanyà la medalla d'or en la competició de voleibol. En el seu palmarès també destaca una medalla de bronze al Campionat d'Europa de 1963.
Un cop retirat va exercir d'entrenador, entre d'altres, de la selecció del Vietnam i Madagascar.